# Domingo Tarasconi
Domingo Tarasconi, född 20 december 1903 i Buenos Aires, död 3 juli 1991, var en argentinsk fotbollsspelare.
Tarasconi blev olympisk silvermedaljör i fotboll vid sommarspelen 1928 i Amsterdam.